# Pentecamenta salaama
Pentecamenta salaama är en skalbaggsart som beskrevs av Brenske 1896. Pentecamenta salaama ingår i släktet Pentecamenta och familjen Melolonthidae. Inga underarter finns listade i Catalogue of Life.